# Jakov Protasanov
Jakov Alexandrovitj Protasanov (russisk: Яков Александрович Протазанов) (23. januar 1881, Moskva, Russiske Kejserrige – 8. august 1945, Moskva, Sovjetunionen) var en russisk filminstruktør.

## Filmografi
- Bakhtjisarajskij fontan (da.: Fontænen i Bakhtjisaraj, 1909)
- Den store gamle mands afgang (Уход великого старца, 1912)[1]
- Spar dame (Пиковая дама, 1915)
- Satan jublende (Сатана ликующий, 1917)
- Fader Sergius (Отец Сергий, 1918)
- Aelita (Аэлита, 1924)[2][3]
- Kutter fra Torzhok (Закройщик из Торжка, 1925)
- Retssag om tre millioner (Процесс о трех миллионах, 1926)[4]
- Træffer nr. 41 (Сорок первый, 1927)[5][6]
- Manden fra restauranten (Человек из ресторана, 1927)[7][8][9]
- Den hvide ørn (Белый орёл, 1928)[10][11]
- Don Diego og Pelageja (Дон Диего и Пелагея, 1928)[12]
- Ordrer og mennesker (Чины и люди, 1929)[13]
- Sankt Jørgens fest (Праздник Святого Йоргена, 1930)
- Tommy (Томми, 1931)
- Marionetter (Марионетки, 1934)
- Medgift (Бесприданница, 1936)
- Salavat Julajev (Салават Юлаев, 1940)
- Nasreddin i Buchara (Насреддин в Бухаре, 1943)